# Ingvar Andersson (konstnär, född 1947)
Ingvar Andersson, född 4 mars 1947 i Danderyds församling i Stockholm, är en svensk konstnär.
Andersson, som är fil. kand., studerade konst vid ABF:s målarskola och vid Idun Lovéns målarskola i Stockholm. Därefter studerade han kalligrafi för Tien Lung vid Nationalmuseum i Stockholm. Hans konst består av skogslandskap med björkhagar, vinter- och vårvintermotiv i akvarell. 